# Lava Beds
|  | Per a altres significats, vegeu «Lava Beds (monument nacional)». |

Lava Beds és un despoblat al comtat de Butte (Califòrnia) a 151 peus (46 msnm). Apareixia als mapes fins cap al 1895. Era una comunitat de miners xinesos, prop de Pacific Heights, 2.5 milles (4,0 km) al nord-nord-oest de Palermo.